# 第107师团
第107师团（Dai-hyakunana Shidan）是日本帝国陆军的一个步兵师团。它的代号是凪兵团（Nagi Heidan）。该师团于1944年5月16日在阿尔山成立。师团的核心是第7独立混合团。该师被永久分配到第44军。

## 行动
在苏联入侵满洲期间，第107师团奉命行军600公里从阿尔山赶到长春。1945年8月14日，第107师团的先遣部队遭到苏联装甲团的伏击。隔日，该师团所有通讯，包括无线电，都被苏军切断。1945年8月25日双方和谈，该师团于1945年8月27日正式投降。
在战斗中，大约有1500名日军丧生。在被苏联俘虏后，另外2000人死于苏军战俘营。虽然1949年有一小部分囚犯返回日本，但大多数直到1956年才获释。